# 巨津駅
巨津駅 （コジンえき）は、大韓民国江原道高城郡にかつて存在した駅である。

## 利用可能な路線
- 東海北部線

## 歴史
- 1935年11月1日 - 開業。
- 1950年7月 - 朝鮮戦争により営業中止。
- 1953年7月31日 - 再開業。
- 1963年9月30日 - 廃駅。

## 隣の駅
東海北部線
杆城駅 - 巨津駅 - 県内駅